# Thomas Berthold
Thomas Berthold (* 12. listopadu 1964 Hanau, Hesensko) je německý fotbalový trenér a bývalý obránce.
V Bundeslize odehrál 322 zápasů, ve kterých střelil 22 gólů. Začínal v dresu Eintrachtu Frankfurt, kde hrával v letech 1982 až 1987. Od roku 1987 do 1991 hrál v Itálii: za Hellas Verona FC (1987–1989) a AS Řím (1989–1991). Později se vrátil do Německa, podepsal smlouvu s Bayernem (1991–1993) a Stuttgartem (1993–2000). Bertholdova poslední sezóna byla v dresu tureckého klubu Adanaspor, za který hrál do 15. ledna 2001.
V letech 1985 a 1994 Berthold odehrál 62 zápasů za německou reprezentaci, zúčastnil se Mistrovství světa 1986 v Mexiku a Eura 1988 v Německu. Byl členem západoněmeckého družstva, které vyhrálo Mistrovství světa ve fotbale 1990. Na Euro 1992, kde skončili na druhém místě, však nebyl nominovaný. Jeho posledním turnajem bylo Mistrovství světa ve fotbale 1994.

## Úspěchy
- Mistrovství světa (1): 1990; druhé místo 1986
- Coppa Italia (1): 1991
- DFB-Pokal (1): 1997
- Pohár UEFA: druhé místo 1991
- DFB Liga-Pokal: druhé místo 1997, 1998
- Pohár vítězů pohárů: druhé místo 1998